# Salen Bay
Salen Bay är en vik i Storbritannien.   Den ligger i riksdelen Skottland, i den nordvästra delen av landet, 700 km nordväst om huvudstaden London.